# Bog (styckning)
Bog är styckningsdetalj på nötdjur och på lamm som motsvarar den övre delen av djurets framben och en del av bröstkorgen.